# Szlak Aloisa Jiraska

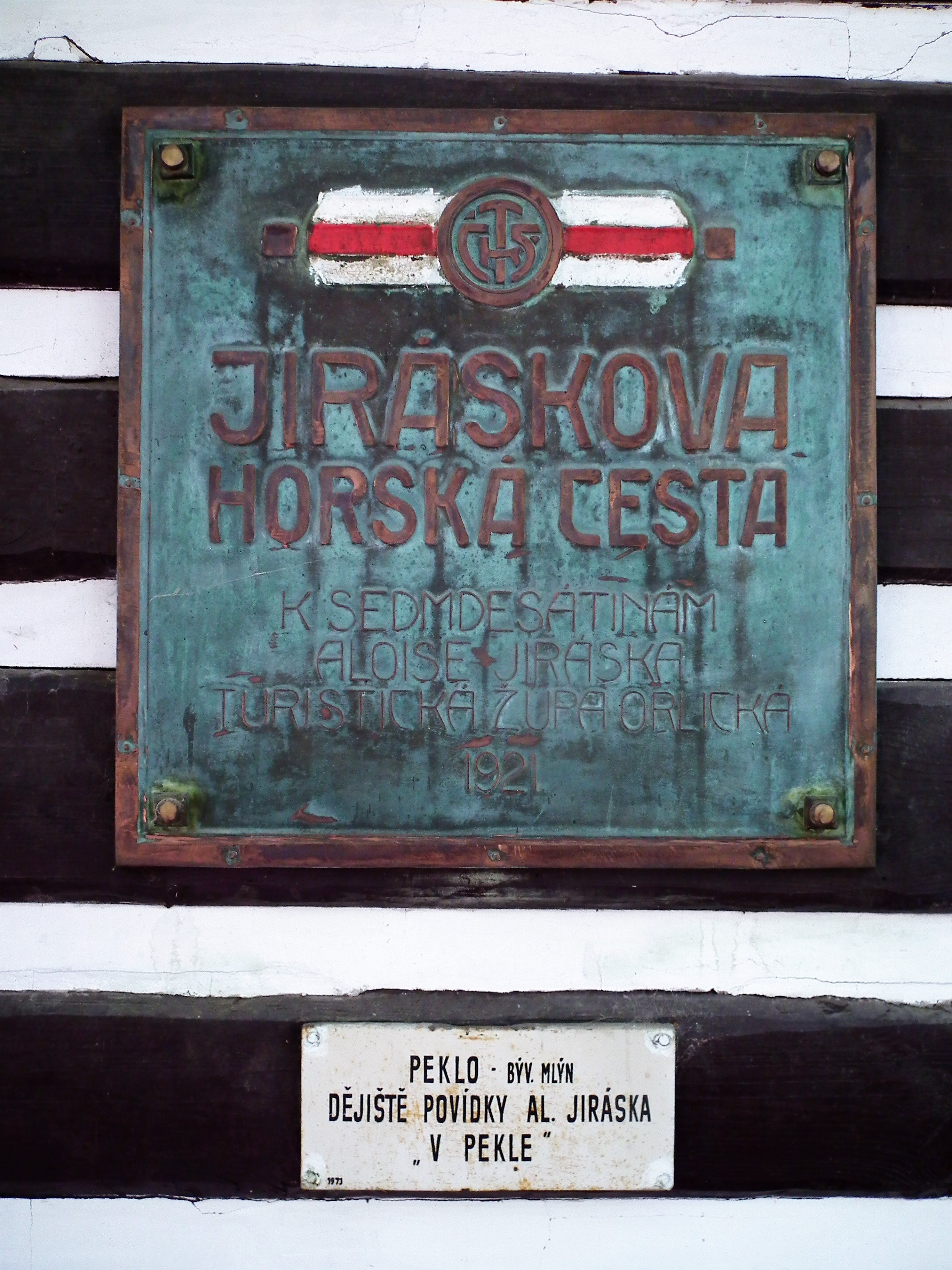
Szlak w Pekle koło Nowego Miasta nad Metują

Szlak Aloisa Jiráska (czes. Jiráskova horská cesta, JHC) – główny długodystansowy szlak w Górach Orlickich, na Pogórzu Orlickim i Broumovskiej vrchovinie, oznaczony kolorem czerwonym.

## Historia
Najstarszy znaczony szlak grzbietem Gór Orlickich powstał już na końcu XIX wieku. Obecny szlak wytyczony został w 1921 przy okazji wizyty Aloisa Jiráska, na którego cześć nadano szlakowi imię poety. Prowadził z Nowego Miasta nad Metują do Jablonnégo nad Orlicą. Po II wojnie światowej czerwony szlak został stopniowo przedłużony na północ do Broumova i na południe do Litomyšli. Obecnie szlak prowadzi m.in. z okolic klasztoru benedyktynów w Broumovie, przez czechosłowackie fortyfikacje oraz w okolicy betonowej granicy, przez schroniska Jiraskovą chatę, Masarykovą chatę, czy kaplicę Kunštát.

## Długość
Odcinek z Nowego Miasta do Olešnicy v Orlických horách i przez główny masyw Gór Orlickich do Rokytnicy v Orlických horách mierzy około 61 km. Następny odcinek z Rokytnicy przez Ziemską bramę, Mladkov i Suchý vrch do Jablonnégo około 35 km. Cała obecna trasa ma długość około 160 km i prowadzi z Broumova przez Nowe Miasto nad Metują, Rokytnice, Jablonné do Litomyšla przez Góry Orlickie. Czasami za początek trasy uważa się nawet Nový Hrádek (około 11 km od Nowego Miasta). Według numeracji KČT odcinek Dobrošov – Hanička ma numer 0413, a odcinek Hanička – Litomyšl 0444.

## Ciekawostki
Ciekawe obiekty przyrodnicze i historyczne na odcinku Nowe Miasto – Rokytnice:
- Nowe Miasto nad Metują – muzeum, zamek, architektura, zamek Výrov itd.
- okolice góry Šibeník – widok
- Orlica – widok, dawniej było tu schronisko turystyczne
- Bukačka – obszar chroniony, ścieżka edukacyjna
- Masarykova chata na Šerlichu
- Mała Desztna – widok
- Wielka Desztna – wieża widokowa, najwyższy punkt Gór Orlickich
- ścieżka edukacyjna Szlak Aloisa Jiráska
- Czechosłowackie fortyfikacje
- Kaplica Kunštácka
- Pěticestí – miejsce wypoczynkowe, schron
- Komáří vrch – rezerwat przyrody
- bunkier R-S 87 „Průsek”
- Anenský vrch (odbicie około 400 m) – widok z ławkami, bunkry
- Grupa warowna Hanička (odbicie około 300 m)
- bunkier R-S 74 „Na Holém”
- bunkier R-S 72 „Nízká”
- Ziemska brama
- ścieżka edukacyjna Betonowa granica
- radioaktywne źródło księcia Rościsława (czes. Pramen knížete Rostislava)
- Muzeum pod Wysokim Kamieniem
- Grupa warowna Bouda
- skały na Bradle
- wieża widokowa na Suchým vrchu
- Palice – najwyższy szczyt Třebovskich stěn
- rotunda świętej Katarzyny w Českiej Třebovej
- wieża widokowa na Kozlovskim kopcu
- miasto i zamek Litomyšl